# (4903) Ichikawa
(4903) Ichikawa es un asteroide perteneciente al cinturón de asteroides, descubierto el 20 de octubre de 1989 por Yoshikane Mizuno y el también astrónomo Toshimasa Furuta desde el Kani Observatory, Kani, Japón.

## Designación y nombre
Designado provisionalmente como 1989 UD. Fue nombrado Ichikawa en honor al astrónomo japonés Kiyotaka Ichikawa.

## Características orbitales
Ichikawa está situado a una distancia media del Sol de 3,145 ua, pudiendo alejarse hasta 3,721 ua y acercarse hasta 2,569 ua. Su excentricidad es 0,183 y la inclinación orbital 2,542 grados. Emplea 2037 días en completar una órbita alrededor del Sol.

## Características físicas
La magnitud absoluta de Ichikawa es 12,6. Tiene 14,789 km de diámetro y su albedo se estima en 0,117.